# Orju-tong állomás
Orju-tong (Oryu-dong) állomás a szöuli metró 1-es vonalának állomása Kuro-ku (Guro-gu) kerületben. 

## Viszonylatok
| 1-es vonal                                | 1-es vonal                                                                         | 1-es vonal                          |
| ----------------------------------------- | ---------------------------------------------------------------------------------- | ----------------------------------- |
| Kebong (Gaebong) Szojoszan (Soyosan) felé | Kjongin (Gyeongin) szakasz személyvonat Kjongvon (Gyeongwon) szakasz expresszvonat | Onszu (Onsu) Incshon (Incheon) felé |